# برومادینیو
برومادینیو (به پرتغالی: Brumadinho) یک منطقهٔ مسکونی در برزیل است که در میناس گرایس واقع شده‌است. برومادینیو ۶۴۰٬۱۵۰ کیلومتر مربع مساحت و ۳۶٬۷۴۸ نفر جمعیت دارد و ۸۸۰ متر بالاتر از سطح دریا واقع شده‌است.